# 1943-as magyar férfi kosárlabda-bajnokság
Az 1943-as magyar férfi kosárlabda-bajnokság a tizenegyedik magyar kosárlabda-bajnokság volt. Tíz csapat indult el, a csapatok két kört játszottak. Ez volt az első bajnokság, amelyet az újonnan megalakult kosárlabda-szövetség írt ki. Az elhúzódó szervezési munkálatok miatt a bajnokságot csak 1943 elején lehetett indítani, ezért áttértek a tavaszi-őszi lebonyolításra.
A MOVE Rákosligeti TSE új neve MOVE TE lett.

## Tabella
| #   | Csapat                   | M  | Gy | V  | K+  | K-  | P  |
| --- | ------------------------ | -- | -- | -- | --- | --- | -- |
| 1.  | BSzKRt SE                | 18 | 17 | 1  | 804 | 408 | 34 |
| 2.  | MAFC                     | 18 | 12 | 6  | 568 | 511 | 24 |
| 3.  | BEAC                     | 18 | 12 | 6  | 638 | 551 | 24 |
| 4.  | Testnevelési Főiskola SE | 18 | 11 | 7  | 591 | 492 | 22 |
| 5.  | MOVE TE                  | 18 | 9  | 9  | 549 | 580 | 18 |
| 6.  | Kistext SE               | 18 | 8  | 10 | 464 | 544 | 16 |
| 7.  | BBTE                     | 18 | 6  | 12 | 550 | 698 | 12 |
| 8.  | Kassai FSC               | 18 | 6  | 12 | 508 | 600 | 12 |
| 9.  | BSE                      | 18 | 6  | 12 | 408 | 483 | 12 |
| 10. | Gamma SE                 | 18 | 3  | 15 | 475 | 678 | 6  |

* M: Mérkőzés Gy: Győzelem V: Vereség K+: Dobott kosár K-: Kapott kosár P: Pont
Megjegyzés: Az azonos pontszám esetén történtő döntésekről nem volt adat, de a végeredményben már nem volt holtverseny közölve.

## II. osztály
1. MAFC 32, 2. TFSE 30, 3. Futura TE 28, 4. Kistext SE 26, 5. BSZKRT 20, 6. BTC 12, 7. BBTE 10, 8. Mátyásföldi TC 8, 9. Vacuum OSE 8, 10. MOVE TE 2 pont.